# Schenectady Open 1985
Lo Schenectady Open 1985 è stato un torneo di tennis giocato sul cemento. È stata la 1ª edizione del torneo, che fa parte dei Tornei di tennis femminili indipendenti nel 1985. Si è giocato a Schenectady negli USA, dall'8 al 14 luglio 1985.

## Campionesse

### Singolare
Linda Gates ha battuto in finale  Jennifer Goodling con il punteggio di 6–1, 6–1

### Doppio
Linda Gates /  Lynn Lewis hanno battuto in finale  Cecilia Fernandez /  Helena Manset con il punteggio di 7–6, 6–4